# Михес, Джулия

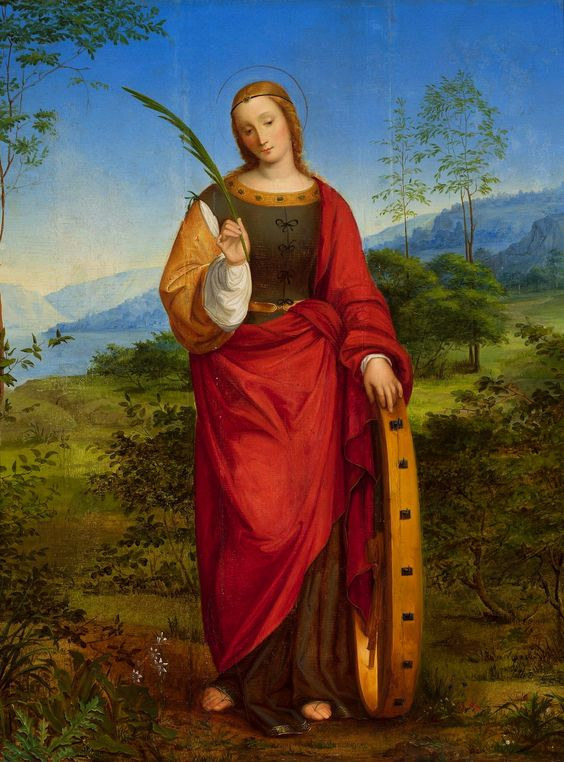
Святая Екатерина Александрийская, первая четверть XIX века. 19 век, панель, масло, 58×44 см, Национальный музей Варшава (М.Об.474)

Джулия Михес, с 1822 г. Джулия Примиссер, с 1828 г. религиозное имя Мари де Шанталь (13 июля 1786, Бреслау — 16 января 1855, Вена) австрийская художница и монахиня.

## Биография
Джулия Мизес была дочерью директора прусского горного управления Мельхиора Михеса. Она получила философское, религиозное и историческое образование у своего отца. Она также проявляла талант в изобразительном искусстве, обучаясь масляной живописи у Себастьяна Вейгандта. Её дальнейшее художественное образование было самостоятельным. В 1816 и 1818 годах участвовала в открытых семинарах в Королевской картинной галерее в Дрездене.
После смерти матери в 1820 году, Джулия Михес переехала в Вену. Там она познакомилась с Алоисом Примиссером, который был младше её на десять лет. 1 января 1821 года, в присутствии своего будущего мужа и друга семьи Фридриха фон Шлегеля, она перешла в римско-католическую веру перед священником Цахариасом Вернером. Однако её муж умер, всего через несколько лет брака, оставшись бездетным.
Михес очень страдала от потери мужа. Вместе с сестрой Софи она поступила в ноябре 1827 года в монастыре Ордена Посещения Девы Марии на Реннвег в Вене. Монастырь одел и дал Жюли религиозное имя Мари де Шанталь, а её сестре, Софи религиозное имя Луиза Франциска. Мари де Шанталь сначала преподавала в женской школе-интернате при монастыре, а затем стала послушницей в монастыре. В 1843 г. она была избрана настоятельницей монастыря и занимала этот пост вплоть до 1849 года.

## Работы
- Успение Богородицы, 1819 год.
- Святая Матерь с Младенцем Иисусом, 1830.
- Изображение сердца Иисуса, 1839 г.
- Три образа святых ангелов, 1846.
- Спас-крестоносец, 1851.
- Преподобнейший Гуд, 1853 г.
- Х. Юнгфрау, 1854 г. для церкви школьных сестер в Хораздиовицах в Богемии.